# 14 лютого
14 лютого — 45-й день року у григоріанському календарі. До кінця року залишається 320 днів (321 у високосні роки).

## Свята і пам'ятні дні

### Міжнародні
- Міжнародний день дарування книг.
- Європейський день допомоги хворим на епілепсію.

### Національні
- Болгарія, Свято виноградарів — Трифон Зарезан

### Релігійні

#### Християнство
- День святого Валентина.
- День Святого Кирила.

Православ'я:
- Преподобного Авксентія.
- Рівноапостольного Кирила, учителя слов'янського.
- Преподобного Ісакія, затворника Києво-Печерського, в Ближніх печерах.
- 12-ох греків, будівників соборної Успенської церкви Києво-Печерської лаври.
- Преподобного Марона, пустельника Сирійського.
- Святителя Авраамія, єпископа Каррійського.

#### Давньоримська релігія
- Луперкалії

### Іменини
✝  Католицькі: Валентин, Кирило, Мефодій
✙ Православні: Кирило, Авксентій, Марон, Авраамій.

## Події
- 842 — умовний день народження французької мови: Людовік II Німецький і Карл II Лисий принесли Страсбурзькі клятви романською (старофранцузькою) мовою
- 1009 — перша згадка про Литву (в анналах монастиря Кведлінбург)
- 1014 — Папа Римський Бенедикт VIII визнав Генріха II Святого імператором Священної Римської Імперії
- 1556 — Акбар коронований падишахом могольської імперії
- 1610 — під Смоленськом посли від Московської держави на чолі з боярином Михайлом Салтиковим домовилися з польським королем Сигізмундом II про умови обрання королевича Владислава московським царем. Головною вимогою московської сторони була непорушність православ'я
- 1663 — Канада оголошена королівською провінцією Франції
- 1778 — прапор Сполучених Штатів уперше формально визнаний іноземним військово-морським судном, коли французький адмірал Туссен-Гійом Піке де ла Мот салютував дев'ятьма гарматами американському кораблеві «Рейнджер» під командуванням Джона Джонса
- 1779 — у сутичці з аборигенами Гавайських островів загинув англійський мореплавець Джеймс Кук
- 1797 — британська ескадра розбила іспанський флот біля мису святого Вікентія (район Гібралтару), за що Гораціо Нельсон отримав звання контрадмірала
- 1807 — при пожежі на англійському кораблі «Аякс» загинуло майже 300 осіб
- 1848 — за мирним договором Мексика віддала Техас Сполученим Штатам
- 1859 — Орегон став 33-м штатом США
- 1876 — американський винахідник Александер Белл продемонстрував перший побутовий телефон
- 1879 — війська Чилі захопили порт Антофагаста, що стало одним з приводів до війни між Чилі і коаліцією Перу та Болівією
- 1912 — Аризона стала 48-м американським штатом
- 1914 — виборча реформа в Галичині дозволила отримати українцям 27,2 % мандатів у крайовому сеймі, проте не була реалізована через початок Першої світової війни
- 1918 — календар у Росії переведений на новий стиль. Після 31 січня по старому стилі наступило не 1-е, а відразу 14 лютого
- 1919 — почалася польсько-радянська війна
- 1924 — компанія IBM одержала свою нинішню, всім відому, назву
- 1927 — створена хокейна команда «Торонто Мейпл Ліфс» (до цього називалася «Торонто Сент-Петс»)
- 1933 — у Парижі запроваджена перша у світі автоматична телефонна служба точного часу («говорячий годинник»)
- 1939 — у Гамбурзі на верфі «Блом і Фосс» спущений на воду лінкор «Бісмарк» — найпотужніший корабель Німеччини в Другій світовій війні
- 1941 — німецький крейсер «Адмірал Гіппер» завершив 14-денне плавання, в ході якого він затопив 64 кораблі союзників Антигітлерівської коаліції.
- 1944 — за наказом Гітлера ліквідовано абвер (відділ військової розвідки)
- 1944 — німці взяли під контроль Середземноморське узбережжя вішистської Франції
- 1946 — у Пенсильванському університеті фірмою IBM представлений ENIAC — один із перших у світі комп'ютерів
- 1946 — націоналізований Банк Англії
- 1949 — відкрита перша сесія Кнесету, парламенту Ізраїлю
- 1952 — в Осло відкрилися VI Зимові Олімпійські ігри
- 1956 — у Москві відкрився XX з'їзд КПРС, відомий засудженням культу особи і, побічно, ідеологічної спадщини Сталіна
- 1958 — в Аммані Йорданія та Ірак підписали договір про об'єднання двох королівств, на чолі якого став король Іраку Фейсал II
- 1966 — у Москві письменники Андрій Синявський та Юлій Даніель засуджені, відповідно, до семи і п'яти років ув'язнення за антирадянську пропаганду
- 1967 — в Мехіко підписано договір Тлателолко, що забороняє ядерну зброю в Латинській Америці
- 1972 — стартувала до Місяця радянська автоматична станція «Луна-20». Через 11 днів вона доставить на Землю місячний ґрунт
- 1978 — англійська група Dire Straits розпочала в Лондоні запис свого першого альбому.
- 1989 — аятола Хомейні заочно засудив іранського письменника Салмана Рушді до страти за книгу «Сатаниські вірші».
- 1990 — «Вояджер-1» зробив фотографію Землі з відстані 6,4 млрд км: Бліда блакитна цятка.
- 1992 — установлені дипломатичні відносини між РФ і Україною.
- 1993 — Україна, Польща та Угорщина підписали договір про співпрацю народів Карпатського регіону.
- 1993 — на перших всенародних виборах президента Литви переміг колишній голова Компартії республіки Альгірдас Бразаускас.
- 2004 — внаслідок обвалення покрівлі в московському «Трансвааль-парку» загинули 28 осіб і понад 100 постраждали.
- 2005 — у Лівані внаслідок теракту вбитий колишній прем'єр-міністр Рафік Харірі.
- 2005 — троє працівників PayPal заснували відеохостинг YouTube.

## Народились
Дивись також Категорія:Народились 14 лютого
- 1483 — Захір-ід-дін Мухаммед Бабур, чагатайський (узбецький) та індійський правитель, завойовник; відомий також як поет і письменник.
- 1813 — Олександр Даргомижський, російський композитор, один з основоположників російської класичної музики
- 1818 — Фредерік Дуглас, один з найвідоміших борців за права чорношкірого населення Америки, керівник афроамериканського визвольного руху
- 1824 — Вінфілд Скотт Генкок, американський генерал (в армії Півночі), герой Громадянської війни.
- 1857 — Овксентій Корчак-Чепурківський, український гігієніст і епідеміолог, міністр УНР, дійсний член ВУАН.
- 1859 — Джордж Ферріс, американський інженер. Відомий завдяки створенню оглядового колеса в 1893 році.
- 1861 — Фердинанд I Кобург, болгарський князь (1887–1908) і цар (1908—1918), засновник царської династії Кобургів у Болгарії.
- 1866 — Микола Василенко, український вчений-історик, громадський та політичний діяч.
- 1869 — Чарльз Томсон Різ Вільсон, англійський фізик, нобелівський лауреат. Винайшов прибор для спостереження слідів руху мікрочасток
- 1872 — Самуїл Трегубов, український ортопед-травматолог, родом з Полтавщини. Засновник кафедри ортопедії і травматології Харківського медичного інституту.
- 1873 — В'ячеслав (Вацлав) Клочковський, російський, український і польський військово-морський діяч.
- 1908 — Петро Шелест, український політичний діяч, перший секретар ЦК КП України
- 1911 — Адальберт Борецький, українсько-словацький художник.
- 1916 — Масакі Кобаясі, японський кінорежисер († 1996).
- 1928 — Сергій Капиця, фізик, професор Московського фізико-технічного інституту, ведучий телепрограми «Очевидне — неймовірне»
- 1930 — Георгій Якутович, український митець-графік, ілюстратор, майстер лінориту, деревориту й офорту, художник кіно, художник-постановник.
- 1935 — Григорій Вієру, молдовський поет.
- 1936 — Анна Герман, польська естрадна співачка і авторка пісень.
- 1945 — Ганс-Адам II, князь держави Ліхтенштейн
- 1947 — Борис Штерн, український письменник-фантаст.
- 1951 — Кевін Кіган, англійський футболіст і тренер.
- 1967 — Марк Рютте, нідерландський політик.
- 1976 — Лів Крістін, норвезька співачка, колишня вокалістка гуртів Leaves' Eyes та Theatre of Tragedy.
- 2000 — Андреа Коевська, македонська співачка.

## Померли

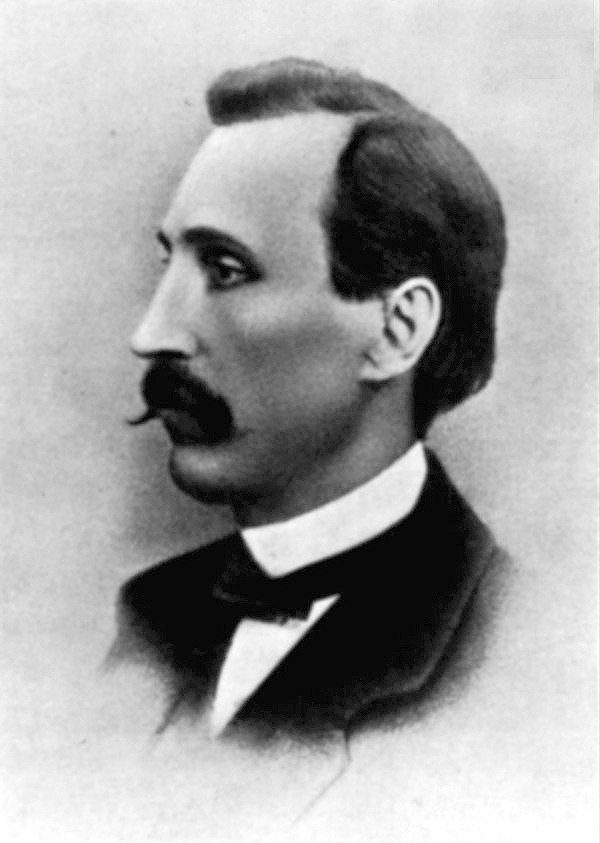
Пантелеймон Куліш

Дивись також Категорія:Померли 14 лютого
- 269 — святий Валентин, заступник закоханих.
- 869 — Кирило, візантійський слов'янський просвітитель із міста Солун (Салоніки), місіонер, рівноапостольний святий.
- 1400 — Річард II, король Англії у 1377—1399 рр., останній із династії Плантагенетів.
- 1779 — Джеймс Кук, англійський моореплавець, під час свого третього навколосвітнього плавання, загинув у сутичці з гавайцями.
- 1831 — Вісенте Герреро, мексиканський генерал, президент країни (1829).
- 1891 — Вільям Шерман, американський політичний і державний діяч, воєначальник, генерал армії США, командувач армією в часи Громадянської війни.
- 1897 — Пантелеймон Куліш, український письменник, фольклорист, етнограф, перекладач, критик, редактор та видавець, громадський діяч — член Кирило-Мефодіївського товариства.
- 1943 — Давид Гільберт, визначний німецький математик-універсал, який зробив значний внесок у розвиток багатьох математичних розділів.
- 1950 — Карл Янський, американський фізик і радіоінженер, основоположник радіоастрономії.
- 1975 — Пелем Вудгауз, сер, англійський письменник-гуморист і комедіограф.
- 1975 — Джуліан Хакслі, англійський філософ, біолог, міжнародний громадський діяч, перший директор ЮНЕСКО, засновник «Фонду дикої природи».
- 1988 — Фредерік Лоу, американський композитор.
- 1994 — Андрій Чикатило, радянський серійний вбивця.
- 2003 — Вівця Доллі, перша успішно доросла клонована тварина.
- 2005 — Рафік Харірі, колишній прем'єр-міністр Лівану, вбитий, імовірно, «Хезболлою».
- 2006 — Шошана Дамарі, ізраїльська співачка.
- 2011 — Джордж Ширінг, американський джазовий піаніст-віртуоз і композитор.
- 2015 — Мікеле Ферреро, власник концерну «Ferrero», найбагатша людина Італії.
- 2015 — Луї Журдан, французький, американський актор.